# Tour Promoter
Ein Tour Promoter (auch Tourneepromoter oder Tourneeveranstalter) ist wirtschaftlich und organisatorisch verantwortlich für die Durchführung von Tourneen aller Art. Hierzu gehören Konzertreisen, Show- und Theaterproduktionen, Ausstellungen oder auch sportliche Events. Der Tour Promoter gibt hierzu gewöhnlich ein Angebot an den Künstler oder Produzenten bzw. Inhaber des jeweiligen Programms ab. Zur Durchführung der Tournee kann der Tour Promoter mit örtlichen Promotern wie z. B. Konzertveranstaltern kooperieren, was jedoch nicht zwingend erforderlich ist. 
Im englischsprachigen Raum wird der Tour Promoter mitunter als Talent Buyer bezeichnet.

## Leistungen
Zu den Kernaufgaben des Tour Promoters gehören wesentlich, jedoch nicht abschließend:
- Wirtschaftliche Konzeption der Tournee (Dauer, Art und Größe der Spielstätten, örtliche Verteilung (Routing), Produktionskosten, Preispolitik für Tickets)
- Entwicklung einer Vereinbarung mit dem Künstler bzw. Produzenten oder Inhaber des Programms (z. B. Theaterproduzent)
- Auswahl und Buchung der Veranstaltungsstätten (Hallen, Arenen, Theater), möglicherweise in Kooperation mit örtlichen Veranstaltern (Promotern)
- Verhandlung und Abschluss von Gastspielverträgen mit örtlichen Veranstaltern
- Entwicklung einer Positionierung und Marketingkonzeption für die Tournee
- Ggf. Akquise von Sponsoren für die Tournee
- Entwicklung und Durchführung des Marketingplans, der z. B. in der Regel Maßnahmen der Außenwerbung enthält
- Kontrolle der Marketingmaßnahmen etwaiger Partner, wie z. B. örtlicher Veranstalter
- Public Relations und Pressearbeit
- Planung, Durchführung und Kontrolle des Kartenvorverkaufs (Ticketing), z. B. in Zusammenarbeit mit Dienstleistern wie Ticketsystemen oder örtlichen Vorverkaufsstellen
- Buchung und Abwicklung der gesamten Veranstaltungstechnik und Tourneelogistik
- Travel-Management, häufig unter Einsatz sog. Nightliner Tourneebusse
- Einholung von Versicherungen für Risiken
- Ggf. Einholung der Aufführungsrechte bei der GEMA oder Verlagen
- Tourneeleitung, ausgeführt durch den Tour Manager oder Tourneeleiter des Tour Promoters
- Inkasso, Accounting, Abrechnungen mit allen beteiligten Partnern, hierbei Beachtung steuerlicher Aspekte wie z. B. Ausländersteuer bei Einsatz ausländischer Akteure

## Haftung und Risiko
Der Umfang der Vorleistungen des Tour Promoters macht es erforderlich, dass er über mitunter erhebliche Gelder verfügen muss, um die Tournee vorzufinanzieren, wie z. B. die Garantien für den Künstler oder Produzenten, Marketingmaßnahmen oder Tourneelogistik. Er kann dies durch Eigenmittel oder Fremdfinanzierungen gestalten. Zudem ist der Tour Promoter Vertragspartner gegenüber allen Beteiligten einer Tournee. Der Verdienst des Tour Promoters zur Kompensation der einhergehenden Risiken ist wesentlich abhängig vom Verkaufserfolg der Tournee, der sich im Vorhinein nicht sicher bestimmen lässt – er ist jedoch auch abhängig von solider Vorbereitung und Kalkulation der Tournee. 
Der Tour Promoter bewegt sich zusätzlich aufgrund stetig steigender Durchführungskosten (z. B. für GEMA, Hallenmieten, Logistik und Außenwerbung) und intensiven Wettbewerbs in einem wirtschaftlich schwierigen Umfeld. Die wirtschaftlichen und unternehmerischen Risiken, die Tour Promoter für eine Tournee eingehen, sind somit als grundsätzlich hoch einzustufen. Eine genaue Marktkenntnis, Erfahrung und Spezialwissen in allen Teilbereichen – von der Programmauswahl bis zur Abrechnung – sind daher erforderlich. 
Eine Veranstalterhaftung des Tour Promoters kann gegenüber folgenden Gruppen entstehen (Auszug):
- Haftung gegenüber örtlichen Veranstaltern
- Haftung gegenüber Hallenbetreibern
- Haftung gegenüber Besuchern
- Haftung gegenüber eigenem Personal
- Haftung gegenüber Darstellern, Künstlern, Mitwirkenden
- Haftung gegenüber Sponsoren, Medienpartnern
- Haftung gegenüber Dritten, wie z. B. Dienstleistern oder Rechteinhabern

## Ausbildung
Es gibt in Deutschland keine spezialisierte Ausbildungsmöglichkeit für den Beruf des Tour Promoters oder auch Konzertveranstalters. Mitunter werden moderne Studiengänge in Business Administration, Marketing oder sonstige Management- oder Business-Studies als förderlich genannt, vornehmlich im internationalen Kontext; zudem wird eine gewisse kulturelle Bildung vorausgesetzt. In Großbritannien und den USA gibt es mehrere Weiterbildungsmöglichkeiten und akademische Kurse, die sich speziell auf die Promotion von Konzerten und das Management von Spielstätten beziehen. Beispielsweise bietet die New York University entsprechende Zertifikatsstudiengänge.